# Bellechassagne
Bellechassagne (Belachassanha auf Okzitanisch) ist eine französische Gemeinde mit 100 Einwohnern (Stand 1. Januar 2022) im Département Corrèze in der Region Nouvelle-Aquitaine. Die Einwohner nennen sich Bellechassagnois(es).

## Geografie
Die Gemeinde liegt im Zentralmassiv auf dem Plateau de Millevaches und somit auch im Regionalen Naturpark Millevaches en Limousin.
Tulle, die Präfektur des Départements, liegt ungefähr 75 Kilometer südwestlich, Égletons etwa 35 Kilometer südwestlich und Ussel rund 15 Kilometer südöstlich.
Nachbargemeinden von Bellechassagne sind Saint-Rémy im Nordosten und Osten,  Saint-Germain-Lavolps im Süden sowie Sornac im Südwesten, Westen und Nordwesten.
Die Diège und  ihr Nebenfluss die Liège streifen westlich und östlich das Gemeindegebiet.

### Verkehr
Der Ort liegt ungefähr 20 Kilometer nordwestlich der Abfahrt 23 der Autoroute A89.

## Geschichte
Der Name Bellechassagne kommt von Belle Chênaie und bedeutet Schöner Eichenhain. In früherer Zeit bestand im Ort eine Commanderie, eine Art Kloster, der Tempelritter, die dem Ort einige Bedeutung gab. Nur noch ganz wenige Reste dieses Gebäudekomplexes sind erhalten geblieben.

### Wappen
Beschreibung: Das Wappen ist in Blau und Silber geviert. Heraldisch rechts oben und links unten ein goldener Wolf und in den anderen Feldern ein schwarzer Adler mit rotem Schnabel und roten Fängen. Ein goldener Schild mit roter Lilie liegt auf.

## Einwohnerentwicklung
| Jahr      | 1962 | 1968 | 1975 | 1982 | 1990 | 1999 | 2007 | 2016 |
| Einwohner | 71   | 90   | 90   | 65   | 72   | 78   | 73   | 87   |

## Sehenswürdigkeiten
- Kirche Saint-Georges-Sainte-Croix, ein Sakralbau aus dem 17. und 18. Jahrhundert.[3]
- Zwei steinerne Monumentalkreuze aus dem 17. Jahrhundert.